# Maria Mitchell
|  | No s'ha de confondre amb Mary Ann Mitchell. |

Maria Mitchell (Nantucket, Massachusetts, 1 d'agost de 1818-Lynn, Massachusetts, 28 de juny de 1889) va ser una astrònoma estatunidenca.

## Trajectòria
L'any 1847 va descobrir amb un telescopi un cometa que seria conegut com a Miss Mitchell's Comet (C/1847 T1, segons la designació moderna). Va rebre una medalla d'or atorgada pel rei Frederic VI de Dinamarca pel seu descobriment; la medalla deia: «No en va veiem la creació i l'augment de les estrelles». Mitchell va ser la primera dona americana que es va dedicar professionalment a l'astronomia.
El dia 1 d'agost de 2013, Google li dedicà el seu doodle per celebrar el seu 195è aniversari.

## Descobriment del cometa Miss Mitchell
Usant un telescopi, va descobrir el Miss Mitchell's Comet (Cometa 1874 VI, segons la nova designació C/1847 T1) l'1 d'octubre de 1847 a les 22:30. Mitchell va publicar un avís del seu descobriment, sota el nom del seu pare, a la revista Silliman's Journal el mes de gener de 1848. El mes següent, va presentar els càlculs de l'òrbita del cometa, assegurant així que ella n'era la descobridora original.
Alguns anys abans, el rei Frederic VI de Dinamarca havia establert premis de medalla d'or a cada descobridor d'un "cometa telescòpic" (massa feble per ser observat a ull nu). El premi s'havia d'entregar al primer descobridor de cadascun d'aquests cometes. Maria Mitchell va guanyar un d'aquests premis i això li va comportar fama mundial, ja que les úniques dones que prèviament havien descobert un d'aquests cometes eren les astrònomes Caroline Herschel i Maria Margarethe Kirch. El seu descobriment i reconeixement per part del govern danès va legitimar l'astronomia americana a Europa.
Hi va haver una qüestió temporal de prioritat perquè Francesco de Vico havia descobert de manera independent el mateix cometa dos dies més tard, però havia informat a les autoritats europees abans. Tot i això, es va resoldre a favor de Mitchell. El premi va ser entregat l'any 1848 pel nou rei Cristià VIII.